# Pygmalion (Goethe)
Pour les articles homonymes, voir Pygmalion.
Pygmalion (sous-titré Eine Romanze) est une ballade composée par Johann Wolfgang von Goethe à Leipzig en 1767.